# Universal Music Publishing Group
Universal Music Publishing Group (UMPG) est un label discographique américain. La société accueille des auteurs-compositeurs et des artistes majeurs, dont Taylor Swift, Bad Bunny, Drake, Kendrick Lamar, The Weeknd, Rosalía, Steve Lacy, Elton John, Adele, SZA, Harry Styles, Post Malone et bien d'autres encore. UMPG récemment fait des acquisitions historiques, notamment Bob Dylan, Sting et Neil Diamond. Le catalogue d'UMPG comprend plus de quatre millions de chansons, avec des bureaux dans 40 pays,.

## Histoire
UMPG était auparavant connu sous le nom de MCA Music Publishing jusqu'à sa fusion avec PolyGram en 1998, lorsque Seagram a acquis PolyGram pour 10,4 milliards de dollars, et que les activités musicales de PolyGram sont fusionnées avec MCA Records de Seagram. La fusion est réalisée en janvier 1999, formant une nouvelle société appelée Universal Music Group. Le catalogue de PolyGram comprenait Dick James Music, Welk Music, Cedarwood Publishing et Sweden Music. MCA était présent dans le secteur de l'édition musicale depuis 1964, date à laquelle il avait acquis Lou Levy's Leeds Music.
En août 2000, UMPG rachète Rondor Music à Herb Alpert et Jerry Moss pour environ 400 millions de dollars. Ce rachat comprenait les anciens services d'édition musicale d'A&M Records, I.R.S. Records, Stax Records et Shelter Records, ainsi que Sea of Tunes. L'achat a permis d'ajouter 60 000 droits d'auteur à la bibliothèque d'Universal. En 2018, Disney Music Publishing et UMPG étendent leurs relations commerciales à l'Europe, au Royaume-Uni, à Israël et à l'Irlande, ainsi qu'à des pays des Caraïbes et d'Afrique.
En mars 2023, UMPG est classé no 1 du Publishers Quarterly de Billboard Hot 100 pour le troisième trimestre consécutif, qui est tiré des données officielles du palmarès Hot 100. En outre, l'éditeur du portefeuille est entré dans l'histoire en détenant plus de 30 % de parts de marché au cours des trois derniers trimestres, un record qui n'a pas été atteint par un éditeur depuis 2014,. Le 27 février 2024, TikTok annonce que sa licence d'utilisation du catalogue d'UMPG expirerait le 1er mars. Début février 2024, Universal Music Group avait retiré de l'application l'intégralité de son catalogue enregistré. 